# Космос-2002
Космос-2002 је један од преко 2400 совјетских вјештачких сателита лансираних у оквиру програма Космос.
Космос-2002 је лансиран са космодрома Плесецк, СССР, 14. фебруара 1989. Ракета-носач Космос је поставила сателит у орбиту око планете Земље. 